# Fethiye
Fethiye (până în 1934 Makri, în greacă Μάκρη, transliterat: Makre) este un oraș din Turcia.